# Hans Geulen
Hans Geulen (* 23. März 1932 in Aachen; † 24. September 2017 in Bonn) war ein deutscher Germanist.

## Leben
Nach dem Abitur 1955 studierte Geulen Germanistik, Geschichte, Philosophie und Geographie an den Universitäten Marburg, Innsbruck und Bonn. Mit einer Dissertation über „Homo Faber“ von Max Frisch als Beispiel modernen Erzählens wurde er 1962 in Bonn promoviert. 1963 wurde Geulen wissenschaftlicher Assistent bei Günther Weydt in Münster, nach einem Habilitationsstipendium der Deutschen Forschungsgemeinschaft konnte er sich 1971 mit einer umfassenden Darstellung zur „Erzählkunst der frühen Neuzeit“ habilitieren. Nach Lehrstuhlvertretungen an den Universitäten Göttingen, Saarbrücken und Stuttgart wurde Geulen Wissenschaftlicher Rat und Professor für Neuere deutsche Literatur am Germanistischen Institut der Universität Münster, diesen Lehrstuhl hatte er bis zu seiner Emeritierung 1997 inne.
Kinder von Hans Geulen sind die Literaturwissenschaftlerin Eva Geulen und der Historiker Christian Geulen.

## Werk
Die Forschungs- und Lehrtätigkeit Geulens umfasste die gesamte neuere Literatur von 16. Jahrhundert bis zur Gegenwart. Seine Veröffentlichungen befassten sich mit der Literatur des Barockzeitalters, dem Roman der Romantik, Jean Paul und immer wieder mit Johann Wolfgang von Goethe. 2005 veröffentlichte er unter dem Titel „Frühe Endzeit“ eine autobiographische Erzählung.

## Schriften (Auswahl)
- Max Frischs Roman ‚Homo faber‘. Studien u. Interpretationen. Diss. Bonn 1962.
- Max Frischs Roman ‚Homo faber‘. Studien u. Interpretationen. Berlin 1965 (Quellen und Forschungen zur Sprach- und Kulturgeschichte der germanischen Völker, 17)
- Erzählkunst der frühen Neuzeit. Zur Geschichte epischer Darbietungsweisen und Formen im Roman der Renaissance und des Barock.  Tübingen 1975. Zugl. Habil. Münster 1971. ISBN 3-87674-019-3
- Standhafte Zuschauer ästhetischer Leiden. Interpretationen und Lesarten zu Jean Pauls Hesperus. Hrsg. von Hans Geulen u. a. in Zusammenarbeit mit Ursula Behrendt u. a. Münster 1989.(Münstersche Beiträge zur deutschen und nordischen Philologie, 4) ISBN 3-926608-21-8
- Frühe Endzeit. Würzburg 2005. ISBN 3-8260-3048-6